# Neaustinių medžiagų fabrikas
Neaustinių medžiagų fabrikas ist ein litauisches Unternehmen in Šiauliai. Im Jahr 2011 erzielte „Neaustinių medžiagų fabrikas“ einen Umsatz von 346 Mio. Litas (100 Millionen Euro).  Die Unternehmensgruppe bilden 22 Unternehmen:  UAB „Neaustima“, UAB „Comco“, UAB „Sintuva“, UAB „Interscalit“, UAB „Gemega“, UAB „Trivilita“, UAB „Litsofa“, UAB „Artilux Baltija“, UAB „Artilux metal“,  UAB „Porolon Baltic“ u. a. Die Unternehmen produzieren Vliesstoffe, Matratzen, Polstermöbel, Hausbeleuchtungsgeräte etc. Die Produktionstätigkeit begann im Jahr 1940. Das war die primäre Verarbeitung von Flachs. Dann begann man  Vlies und abgedichtete  Materialien,  Wolle zu produzieren. Im Laufe der Jahre  verbesserte die Fabrik erfolgreich seinen Fertigungsbetrieb und ist derzeit eine der größeren Unternehmensgruppen in Litauen.
2014 arbeiteten 2.480 Mitarbeiter in 22 Betrieben der Unternehmensgruppe „Neaustinių medžiagų fabrikas“  und erzielte man einen Umsatz von 500 Mio. Litas.